# سی‌ئنا
سی‌ئنا (انگلیسی: Ciena) شرکت مخابرات آمریکایی است، که در سال ۱۹۹۲ تأسیس شد.